# Салфер (Луизијана)
Салфер (енгл. Sulphur) град је у америчкој савезној држави Луизијана.

## Демографија
По попису из 2010. године број становника је 20.410, што је 102 (-0,5%) становника мање него 2000. године.
| Група             | 2000.          | 2010.          |
| Белци             | 18.956 (92,4%) | 17.895 (87,7%) |
| Афроамериканци    | 905 (4,4%)     | 1.270 (6,2%)   |
| Азијати           | 76 (0,4%)      | 156 (0,8%)     |
| Хиспаноамериканци | 305 (1,5%)     | 691 (3,4%)     |
| Укупно            | 20.512         | 20.410         |